# Irina Karacheva
Irina Karacheva –en ruso, Ирина Карачева– es una jinete soviética que compitió en la modalidad de doma.
Ganó una medalla de bronce en el Campeonato Mundial de Doma de 1978 y dos medallas en el Campeonato Europeo de Doma, plata en 1979 y bronce en 1977.

## Palmarés internacional
| Campeonato Mundial | Campeonato Mundial     | Campeonato Mundial | Campeonato Mundial |
| Año                | Lugar                  | Medalla            | Categoría          |
| ------------------ | ---------------------- | ------------------ | ------------------ |
| 1978               | Goodwood (Reino Unido) | Medalla de bronce  | Por equipos        |
| Campeonato Europeo |                        |                    |                    |
| Año                | Lugar                  | Medalla            | Categoría          |
| 1977               | San Galo (Suiza)       | Medalla de bronce  | Por equipos        |
| 1979               | Århus (Dinamarca)      | Medalla de plata   | Por equipos        |